# 속 좁은 여학생
《속 좁은 여학생》은 만화가 이강주의 문하생 출신 만화가 토마의 첫 오프라인 잡지 연재를 한 순정 만화이다. 팝툰 9호(2007년 7월 1일 발매)부터 연재가 시작되었으며 2008년 4월 22일에 팝툰 컬렉션으로 첫 단행본이 전면 컬러로 나왔다. 제목은 다자이 오사무의 단편 《여학생》에서 따온 것이다.

## 등장인물
- 나미루

30세, 소설가. '쥐뿔도 없지만 당당해', '나약하고 아름다운' 두 권의 장편 소설로 약간의 인지도와 작품성을 인정받고 있다. 까다롭고 사교성이 없는 성격 탓인지 5년 동안 애인이 없다. 이대로도 괜찮다고 자기 자신을 위로하지만 현재 그녀는 괴로움으로 가득 차있다. 최근 월간 문예지 '라이팅'에 소설 연재를 시작했다.
- 나미국

32세, 대형 문구점의 사무 직원으로 일하다 괴소문 때문에 직장을 그만두고 현재 집에서 쉬고 있는 나미루의 하나뿐인 혈육이다. 만화와 영화 보는 것을 좋아해 리뷰 전문 블로그를 운영하는 중이기도 하다. 하지만 사람들과 엮이는 것을 싫어한다. 현재 직장에 퍼졌던 괴소문 때문에 전 동료였던 한 여자와 계속 갈등하는 중이다.
- 허지관

31세, 나미국의 대학 후배. 우연하게 나미루, 나미국이 사는 동네에 이사오면서 종종 나미루, 나미국의 집에 찾아온다. 요리를 잘하고 오지랖이 넓다.
- 최동순

31세, 아동문학가. 나미루의 대학 시절 문학 동아리 선배로 오랜 세월동안 나미루를 짝사랑해왔다. 아동 소설 '참새와 달새'가 성공해서 아동 문학계에서는 이름난 작가가 되었다. 최근에 다시 나미루를 찾아와서 자신의 마음을 전하려고 한다.
- 지원태

나미루의 단골 미용실 앤 헤어(And Hair)의 헤어 디자이너. 나미루를 실수로 가위에 찔리게해서 병원에 보낸 인연으로 그녀에게 호감을 두고 있다.
- 한소미

27세, 월간 문예지 '라이팅'의 편집자. 나미루를 '소설가'가 아닌 단순한 '에세이스트'로 폄하해왔으나 최근 그녀의 소설을 담당하게 되면서 심기가 불편하다. 남자친구 허두병과 동거 1년째. 남자친구를 무척 사랑하지만 최근 들어서 작업을 걸어오는 편집장 전상국에게도 관심을 두는 중이다.
- 허두병

26세, 한소미의 남자친구. 대학에서 애니메이션을 전공하고 있으며 졸업하면 한소미와 결혼할 예정이다. 생긴 것과는 다르게 착하고 성실하다.
- 전상국

월간 문예지 '라이팅'의 편집장. 나이는 많은 편이나 다정다감한 성격으로 후배 편집자를 잘 챙긴다. 특히, 한소미에게 관심을 많이 주고 있다. 후에 편집장을 그만두고 미국으로 이민간다.

## 줄거리
소설가 나미루는 나름대로 유명하지만 5년 동안 남자 친구가 없어서 외로움에 가득 차있다. 최근 출판한 소설의 인세를 받고서 한동안 쉴려고 하지만 원고료를 높게 책정한다는 말에 혹해 월간 문예지 '라이팅'에 연재를 하게 된다. 한편, 월간 문예지 '라이팅'의 편집자 한소미는 자신이 싫어하는 소설가 나미루의 담당을 맡게 된 것이 못마땅하다. 그러는 사이에 한소미는 이미 남자친구 허두병과 같이 살고 있음에도 자신에게 자꾸 관심을 보이는 편집장 전상국이 마음에 들게 된다.
그러던 어느 날, 미루의 오빠 미국의 대학 후배 허지관이 우연하게 같은 동네로 이사오게 되고 자주 미루의 집으로 오지만 미루와 지관은 서로를 싫어한다. 대학 문학 동아리 선배였던 최동순은 동아리 회식 때 '성공하면 꼭 미루에게 내 마음을 줄거야'라는 말대로 성공한 아동 문학가가 되어 미루에게 사랑을 고백한다. 미루는 동순이 싫지 않으나 동순이 가짜 납치 해프닝을 벌인 이후로 동순에게 완전히 마음을 접는다.
한편 소미는 편집장과 단 둘이서 식사를 하던 중 편집장이 자신을 육체적으로 흥미를 느꼈다는 사실에 분노해 편집장에게서 마음을 접는다. 그러한 충격으로 일은 손에 잡히지 않고 설상가상으로 카페에서 우연하게 미루의 뒷자리에 앉아있다가 미루에게 뒷담화 얘기를 들켜 난감한 상황을 겪는다. 미루는 겉으로 소미에게 아무렇지 않은 척했지만, 속으로는 무척 속이 상해 기분 전환을 위해 단골 미용실 앤 헤어(And Hair)에 갔다가 실수로 머리 살갗이 가위에 약간 찔려 병원에 간 인연으로 헤어 디자이너 지원태와 인연을 맺게 되고 그에게 호감을 갖게 된다. 드디어 원태는 미루를 바에 초대하지만 곧 친구들이 와서 둘 만의 좋은 시간은 깨지게 된다. 바에서 집으로 오던 미루는 여자 친구가 자기 몰래 다른 남자 친구를 사귀고 있던 것을 알게되어 술에 취해 있던 지관을 발견한다. 지관은 순간적으로 미루와 키스를 하려고 하지만 곧 정신을 차리게 된다.
한편 소미는 정실장에게 홍대 쪽의 집을 같이 알아봐달라는 부탁을 듣게 되고, 미국은 미루에게 자신이 연애를 하고 있다고 느닷없이 통보를 하게 된다. 미루는 외출이 하고 싶어 동네 대형 K문고에 가지만 그 곳에서 자신의 작품에 대한 험담을 듣게 되어 기분이 나쁜 상태에서 우연히도 지관을 다시 만난다. 기분이 더 나빠진 미루는 출구로 나가려던 중 동순의 사인회 현장을 보게 되어 어쩔줄 모르던 중 지관의 도움으로 무사히 빠져나오게 된다. 소미는 정실장과 집을 보고 나서 집으로 들어가지만, 두병에게서 작품을 하기 위해서 잠시 따로 살자는 폭탄 선언을 듣게 된다.

## 단행본
- 팝툰 컬렉션 02 《속 좁은 여학생》 1 : 토마 2008년 4월 22일 발매 ISBN 9788993208016